# Mallemort
Mallemort är en kommun i departementet Bouches-du-Rhône i regionen Provence-Alpes-Côte d'Azur i sydöstra Frankrike. Kommunen ligger  i kantonen Eyguières som ligger i arrondissementet Arles. År 2022 hade Mallemort 6 190 invånare.

## Befolkningsutveckling
Antalet invånare i kommunen Mallemort
Referens:INSEE